# Almodôvar
Almodôvar ist eine Kleinstadt (Vila) und ein Kreis (Concelho) in Portugal mit 3790 Einwohnern (Stand 30. Juni 2011).

## Geschichte
Bei der Südwest-Schrift Escrita do Sudoeste handelt es sich um etwa 2500 Jahre alte Schriftzeugnisse als deren Herkunftsort Almodôvar gilt. Um Almodôvar wurden in den letzten Jahrzehnten über 90 Stelen gefunden, die mit einer an Hieroglyphen erinnernden Schrift versehen sind.
Almodôvar bekam das Stadtrecht im Jahre 1285.

## Verwaltung

### Kreis
Almodôvar ist Sitz eines gleichnamigen Kreises. Die Nachbarkreise sind (im Uhrzeigersinn im Norden beginnend): Castro Verde, Mértola, Alcoutim, Loulé, Silves sowie Ourique.
|  |

Mit der Gebietsreform im September 2013 wurden mehrere Gemeinden zu neuen Gemeinden zusammengefasst, sodass sich die Zahl der Gemeinden von zuvor acht auf sechs verringerte.
Die folgenden Gemeinden (freguesias) liegen im Kreis Almodôvar:

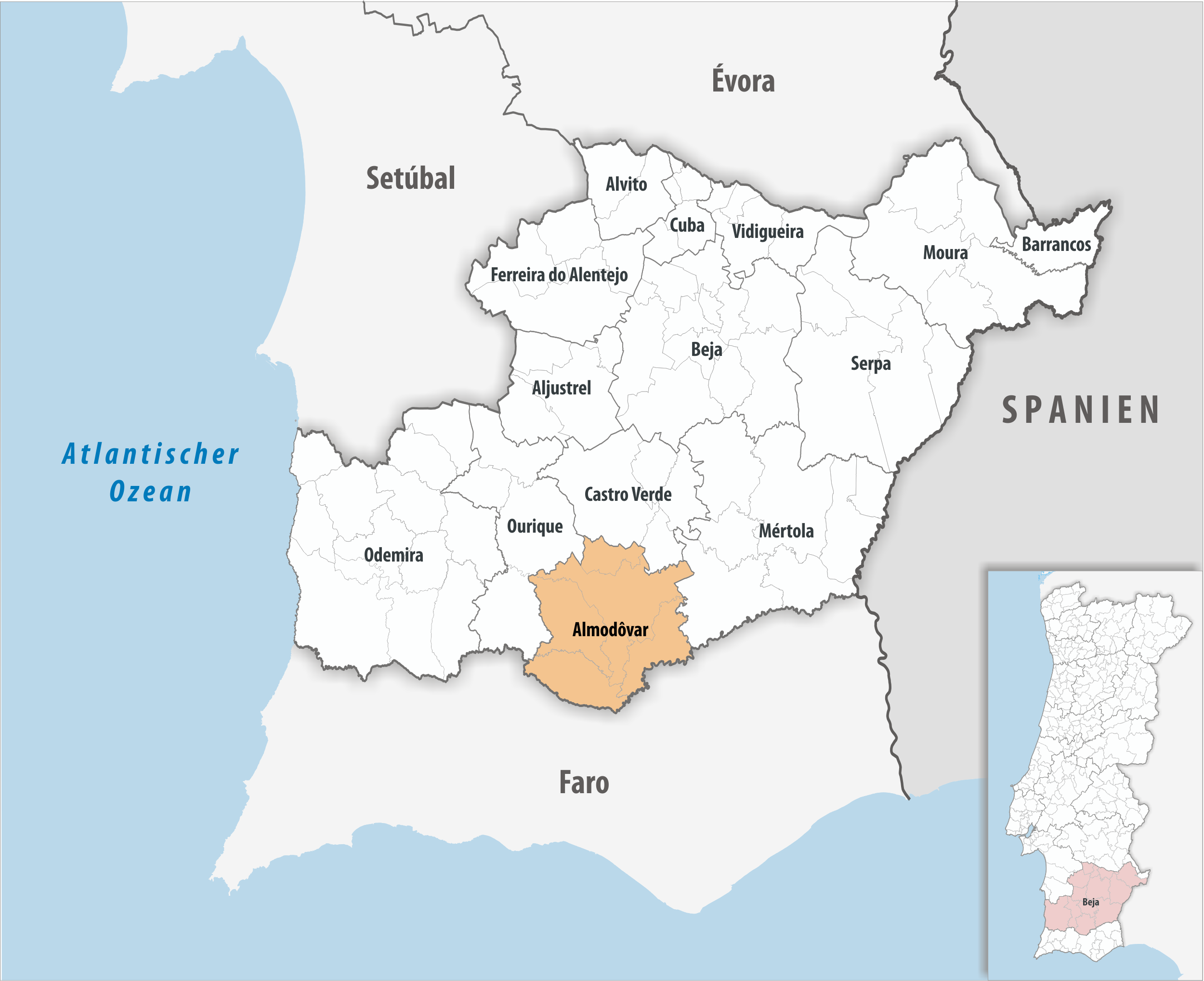
Kreis Almodôvar

| Gemeinde                         | Einwohner (2021) | Fläche km² | Dichte Einw./km² | LAU- Code |
| -------------------------------- | ---------------- | ---------- | ---------------- | --------- |
| Aldeia dos Fernandes             | 515              | 21,26      | 24               | 020208    |
| Almodôvar e Graça dos Padrões    | 3.966            | 257,07     | 15               | 020209    |
| Rosário                          | 592              | 60,69      | 10               | 020203    |
| São Barnabé                      | 371              | 141,67     | 3                | 020206    |
| Santa Cruz                       | 483              | 123,38     | 4                | 020205    |
| Santa Clara-a-Nova e Gomes Aires | 785              | 173,81     | 5                | 020210    |
| Kreis Almodôvar                  | 6.712            | 777,88     | 9                | 0202      |

### Bevölkerungsentwicklung
| Einwohnerzahl im Kreis Almodôvar (1801–2011) | Einwohnerzahl im Kreis Almodôvar (1801–2011) | Einwohnerzahl im Kreis Almodôvar (1801–2011) | Einwohnerzahl im Kreis Almodôvar (1801–2011) | Einwohnerzahl im Kreis Almodôvar (1801–2011) | Einwohnerzahl im Kreis Almodôvar (1801–2011) | Einwohnerzahl im Kreis Almodôvar (1801–2011) | Einwohnerzahl im Kreis Almodôvar (1801–2011) | Einwohnerzahl im Kreis Almodôvar (1801–2011) | Einwohnerzahl im Kreis Almodôvar (1801–2011) |
| -------------------------------------------- | -------------------------------------------- | -------------------------------------------- | -------------------------------------------- | -------------------------------------------- | -------------------------------------------- | -------------------------------------------- | -------------------------------------------- | -------------------------------------------- | -------------------------------------------- |
| 1801                                         | 1849                                         | 1900                                         | 1930                                         | 1960                                         | 1981                                         | 1991                                         | 2001                                         | 2011                                         |                                              |
| 5.945                                        | 8.215                                        | 11.089                                       | 14.180                                       | 16.028                                       | 10.637                                       | 8.999                                        | 8.145                                        | 7.449                                        |                                              |

### Städtepartnerschaften
- Kap Verde: Paúl (seit 1990)[5]

## Persönlichkeiten
- Diogo Gonçalves (* 1997), Fußballspieler

Der Bischof Gonçalves de Oliveira starb 2020 hier.